# 안토니아 산후안
안토니아 산후안(Antonia San Juan, 1961년 5월 22일 ~ )은 스페인의 배우이다.

## 출연 작품
- 더 플랫폼 - 이모구리 역